# Thad Jones
Thaddeus Joseph "Thad" Jones, född 28 mars 1923 i Pontiac, Michigan, död 20 augusti 1986 i Köpenhamn, var en amerikansk trumpetare, kompositör och orkesterledare. Han var bror till Elvin och Hank Jones. Bland hans kompositoner kan nämnas "Fingers", "Consummation", "Central Park North", mest känd är dock "A Child Is Born".

## Musikalisk karriär
Thad Jones var självlärd trumpetare, favoritinstrumentet var under en period flygelhorn. Han började hos Count Basie 1954 där han stannade till år 1963. I december 1966 bildade Jones tillsammans med Mel Lewis bandet Thad Jones/Mel Lewis Jazz Orchestra och några av de första kompositionerna för bandet var musik som ej accepterades av Count Basies storband. Jones flyttade plötsligt, enligt hans musikervänner i New York City, till Köpenhamn 1978, medan Lewis stannade i USA och fortsatte leda bandet. 
Thad Jones var lärare på Det Kongelige Danske Musikkonservatorium. Kort före sin död återvände han till USA för att leda Count Basies storband, men återvände på grund av sjukdom till Köpenhamn. Thad är begraven på Vestre kirkegård i Köpenhamn. 

## Thad Jones/Mel Lewis Orchestra
Thad Jones/Mel Lewis Jazz Orchestra, som från början var ett hopkok av toppskiktet bland studiomusikerna i New York City, sedermera ett storband i världsklass. Bandet hade sin första spelning på Village Vanguard i januari 1966. Så fortsatte sedan bandet som måndagsattraktion på the Village Vanguard. Numera heter Thad Jones/Mel Lewis Jazz Orchestra Vanguard Jazz Orchestra.
De turnerade med detta band över hela världen, Nils Landgren var under en period medlem i bandet. Medlemmar var bland andra Jon Faddis, Lew Soloff, Pepper Adams (slutade 1978, var med från början) samt brodern Hank Jones (med från början).
Bandet spelade under 1977 in skivan It Only Happens Every Time i Sverige och Finland tillsammans med Monica Zetterlund. Skivan innehöll musik komponerad bland andra av Thad Jones och Lars Gullin.